# هيتسأكر
هيتسأكر (بالألمانية: Hitzacker) هي بلدة ألمانية تقع في ألمانيا في Elbtalaue.

## أعلام
- ميكائيل شولز
- دوروثي فون أنهالت تسيربست
- كلاوس من هولندا